# Lasiocercis hovanoides
Lasiocercis hovanoides là một loài bọ cánh cứng trong họ Cerambycidae.